# Croton lechleri
Croton lechleri és un arbre que pertany a la família de les euforbiàcies. Es localitza principalment a Sud-amèrica. No es troba ni al Principat ni a la resta de la península Ibèrica.
El nom de croton prové del mot grec "κρóτων" (kroton), que vol dir paparra. El nom li ve de la forma de les llavors de les plantes d'aquest gènere, que tenen la forma de l'insecte.

## Ecologia i distribució
La sang de drago és una espècie originària de les regions temperades de Sud-amèrica (majoritàriament al Perú, Bolívia, Colòmbia, Equador. Rarament s'han localitzat exemplars en zones temperades de l'hemisferi nord.
És una espècie colonitzadora de boscos clars de la ribera. Prospera en sòls inundables amb creixent alta. Creix entre els 100-2.500 m sobre el nivell del mar. Preferentment es troba en zones amb exposició solar, tot i que també pot viure en zones ombrejades. Resisteix mitjanament la inundació.
Especialment la trobem en climes càlids amb elevada humitat relativa. Es desenvolupa bé en sòls profunds argilencs, rics en nutrients, ben airejats, amb bon drenatge i amb un pH d'entre 5,6-7,8.

## Cicle vital
El sistema de Raunkjaer és una categorització de les formes biològiques de les plantes, creat per Christen C. Raunkiær.
Les diverses subdivisions del sistema es basen en la morfologia de la planta, i en la posició dels meristemes en condicions adverses.
Donat que el Croton lechleri és una espècie arbòria o arbustiva d'aspecte llenyós, que projecta nusos de creixement enlaire i les seves gemmes s'eleven entre 10 i 22 m per sobre del terra, es tracta d'un mesofaneròfit.

## Morfologia
Es tracta d'una espècie perenne arbòria o arbustiva que acostuma a mesurar entre 12 i 20 metres d'alçada.

### Òrgans vegetatius
- El croton té la rel en forma cilíndrica cònica axonomorfa, és a dir que té la rel principal més desenvolupada que les secundàries.
- La tija és llenyosa i té un ramatge desendreçat, generalment amb ramificació simpòdica, la qual cosa vol dir que les branques laterals es desenvolupen més que l'eix central. Té molta tendència a la bifurcació quan creix en zones assolellades.
- Les fulles, de 12-20 cm de llarg per 15-20 d'ample, són simples, amples i marcadament cordiformes, oposades amb l'àpex agut, llargament acuminat. Són membranoses i plurinervades, amb nervació palmada, i presenten dos glàndules a la seva base cordada. Les fulles joves són tomentoses, però més endavant es tornen glabrescents en ambdós costats. Els pecíols són més o menys llargs i les estípules són rígides i sublanceolades.

### Òrgans reproductors
- Quant a la repartició dels sexes, la sang de drago és una planta monoica amb flors unisexuals de color blanc. Les flors masculines es troben cap a l'àpex, i les femenines cap a la base.
- La inflorescència és de tipus racemosa, concretament en forma d'espigues terminals.
- Les flors són petites, pedicelades, amb calze gamosèpal, i la corol·la està composta per reduïts o inexistents pètals en el cas de la flor femenina o per 5 en el cas de la masculina.
- L'androceu és l'aparell sexual masculí, es troba a la flor masculina i està compost per un gran nombre d'estams lliures (de 6 a 50).
- La flor femenina té un ovari súper elipsoideu amb tres carpels, cadascun dels quals conté un òvul i està densament recobert per dos capes de tricomes multiradiats.
- El fruit, trivalvar, és una càpsula pubescent i té un diàmetre de 5 mm.

## Farmacologia

### Part utilitzada (droga)
La part utilitzada és el làtex, que s'extreu per incisions de l'escorça d'arbres adults (10-12 anys) d'una alçada superior als 18 m i un diàmetre d'un mínim de 35 cm.
Es raspa l'escorça amb una màquina apropiada i es fan els talls cada 5 cm, aproximadament. A mesura que s'arriba a les branques, el làtex es fa més dens i brota més de pressa. Una vegada recol·lectat, el làtex es barreja amb una solució amb alcohol etílic per tal que no cristal·litzi (per cada 760g de làtex pur s'afegeixen uns 50 mL de líquid conservant).
El làtex presenta un aspecte similar al de la sang humana, i manté certes propietats en comú. És una substància vermellosa, lleugerament densa i de gran viscositat. El contacte amb l'aire fa que s'endureixi ràpidament. En ser agitat o friccionat sobre la pell deixa anar abundant escuma. Té un gran poder d'adhesió. Presenta olor de fusta i sabor àcid. No és miscible en aigua o en qualsevol solvent inorgànic, però si que ho és en alcohol a temperatura ambient. No és inflamable.
Aquesta resina també s'obté de les espècies emparentades: Croton draconoides, Croton erythrochilus i Croton palanostigma'.